# Jasná
Jasná est un petit hameau situé dans la Région de Žilina, dans le centre de la Slovaquie. Il est rattaché à la commune de Demänovská Dolina.
Jasná est la plus grande station de ski de Slovaquie. Le domaine skiable est situé au nord du mont Chopok qui culmine à 2 024 m d'altitude (domaine de Chopok sever). La station est par l´intermédiaire du mont Chopok reliée avec la station de Chopok juh. Le domaine skiable relié dispose donc de 36 km de pistes officiellement - soit bien plus que toute autre station slovaque - et est équipé de 22 remontées mécaniques dont 7 télésièges et une télécabine débrayable huit places Doppelmayr. Les trois points de départ des remontées mécaniques a Jasná sont Záhradky, Biela púť et Otupné.
Du fait de sa renommée et de son accessibilité pour les touristes étrangers venant massivement notamment de Pologne, de Hongrie et d'Ukraine, les pistes - en partie enneigées artificiellement - et surtout les remontées mécaniques peuvent être vite saturées, notamment en période de vacances scolaires, a fortiori pour la semaine du jour de l'an.
La station affiche certes fièrement 36 kilomètres de pistes, mais dans la réalité les téléskis ainsi qu'un vieux télésiège, situés aux extrémités du domaine skiable de la station, ne sont de fait pas ouverts en altitude quoique figurant sur le plan des pistes. La raison à cette fermeture partielle du domaine semble liée aux lacunes dans l'aménagement des pistes, ce qui interdit le damage des pistes ainsi que leur ouverture à la clientèle.
En été 2010, un nouveau télésiège débrayable six places avec bulles orange Doppelmayr a été installé a Záhradky. En plus, À moyen terme, un funitel et une télécabine débrayable devraient améliorer la liaison entre les deux stations.